# Hiéroglyphe égyptien L2
Pour les articles homonymes, voir Abeille (homonymie).

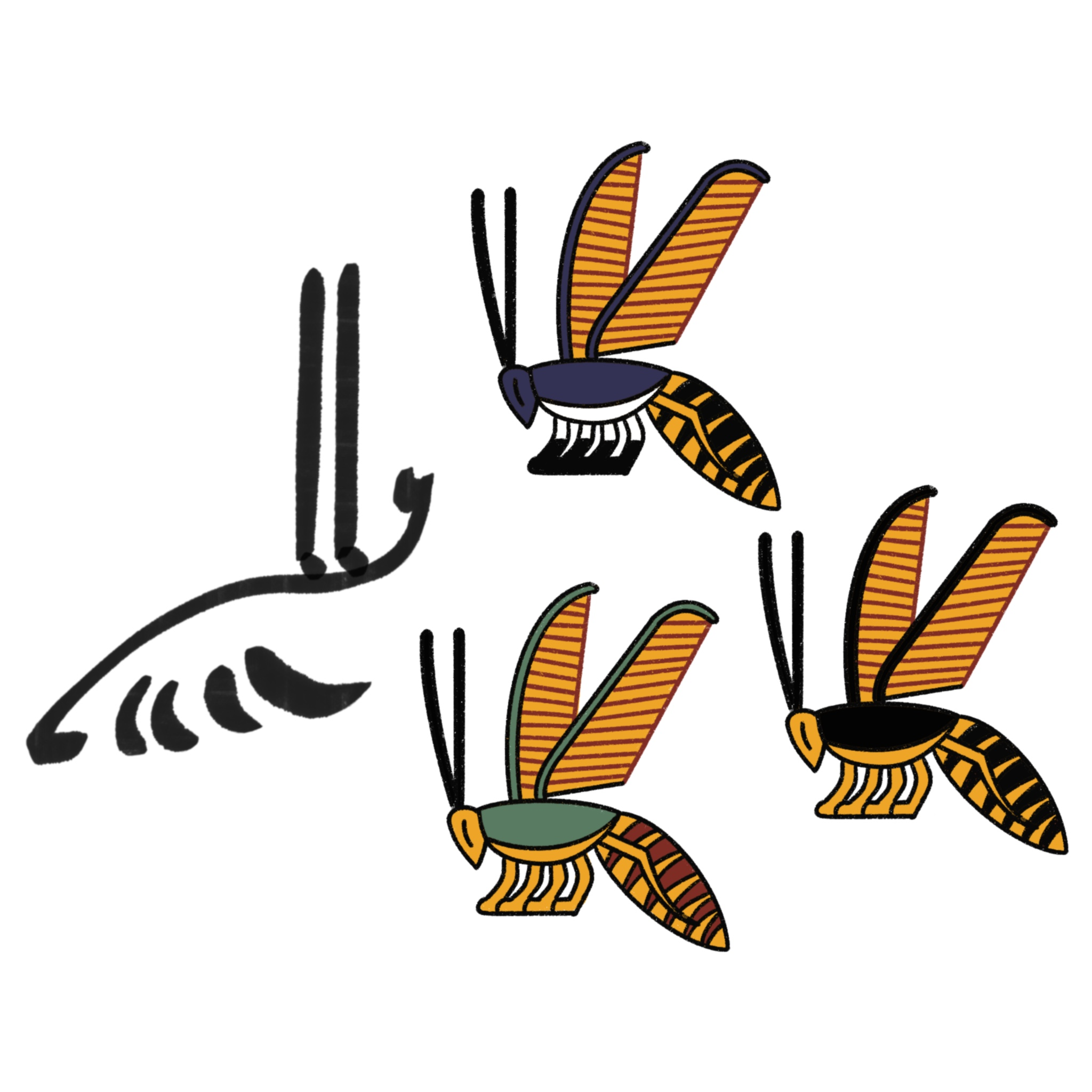
Version hiératique et hiéroglyphique

Lé hiéroglyphe égyptien L2 (abeille) est classifiée dans la section L «  Invertébrés et petits animaux » de la liste de Gardiner ; cet hiéroglyphe y est noté L2.

## Représentation
Il représente une abeille, une guêpe (plus probable), un frelon ou peut être les trois, les anciens égyptien ne faisant pas de grande différence entre eux. Il est translittéré bjt.

## Utilisation
| L2 | t · Z1 |

| L2 | t · Z1 |

| L2 | t | W22 · Z2 |

| L2 | t | W22 · Z2 |

| L2 | t · y | A45 |

| L2 | t · y | A45 |